# 納瓦羅縣 (德克薩斯州)
納瓦羅縣（英語：Navarro County）位美國德克薩斯州東部的一個縣。面積2,813平方公里。根据美國2000年人口普查，共有人口45,124人。縣治科西卡納（Corsicana）还有几个小村庄如霜村(Frost)。
成立於1846年4月25日，縣政府成立於同年7月13日。縣名紀念《德克薩斯獨立宣言》簽署者之一的何西·安東尼奧·納瓦羅。